# Preguinho
João Coelho Neto, legtöbbször egyszerűen Preguinho (Rio de Janeiro, 1905. február 8. – Rio de Janeiro, 1979. október 1.) brazil labdarúgócsatár.